# Spermophilus pallidicauda
Spermophilus pallidicauda là một loài động vật có vú trong họ Sóc, bộ Gặm nhấm. Loài này được Satunin mô tả năm 1903.